# Karl Soos von Badok
Karl Soos von Badok (mađ. Károly Soós) (Sibiu, 28. srpnja 1869. - Steinfort, 22. lipnja 1953.) je bio austrougarski general i vojni zapovjednik. Tijekom Prvog svjetskog rata obnašao je dužnost načelnika stožera Armijske grupe Pflanzer-Baltin i 7. armije na Istočnom i Talijanskom bojištu, dok je nakon rata obnašao dužnost načelnika Glavnog stožera mađarske vojske i mađarskog ministra obrane

## Vojna karijera
Karl Soos von Badok je rođen 28. srpnja 1869. u Sibiuu u transilvanijskoj plemićkoj obitelji. Njegov otac je također bio časnik koji je s činom pukovnika zapovijedao 2. pješačkom pukovnijom. Karl je završio luteransku srednju školu u Sibiuu, te je vojno obrazovanje stekao na Ratnoj akademiji u Beču. Nakon toga služi u raznim vojnim jedinicama, te se uspinje u vojnoj hijerarhiji. Početak Prvog svjetskog rata dočekuje s činom pukovnika.

## Prvi svjetski rat
Na početku Prvog svjetskog rata Soos je imenovan načelnikom operativnog odjela 4. armije kojom je na Istočnom bojištu zapovijedao Moritz Auffenberg. U sastavu navedene armije sudjeluje najprije u austrougarskoj pobjedi u Bitci kod Komarowa, te nakon toga i porazu u Bitci kod Rawa-Ruske. Nakon okončanja Galicijske bitke, početkom listopada 1914., imenovan je načelnikom stožera novoformirane Armijske grupe Pflanzer-Baltin. Navedenu dužnost obnaša do ožujka 1915. kada postaje zapovjednikom 1. pukovnije Tirolskih carskih strijelaca. Predmetnom pukovnijom zapovijeda do kolovoza te iste godine kada je imenovan zapovjednikom 33. pješačke brigade. Navedena brigada nalazila se u sastavu 17. pješačke divizije, te zapovijedajući istom sudjeluje u Trećoj i Četvrtoj bitci na Soči.
U lipnju 1916. imenovan je načelnikom stožera 11. armije zamijenivši na tom mjestu Kletusa von Pichlera. Navedenom armijom koja se također nalazila na Talijanskom bojištu zapovijedao je Franz Rohr, te u sastavu iste sudjeluje u Bitci na Ortigari. U kolovozu 1917. promaknut je u čin general bojnika. Početkom 1918. ponovno preuzima zapovjedništvo nad 33. pješačkom brigadom s kojom sudjeluje u Bitci na Piavi.

## Poslije rata
Nakon završetka rata pristupa kontrarevolucionarnim organizacijama u Szegedu usmjerenim na rušenje Mađarske Sovjetske Republike. Tijekom 1919. postaje prvim načelnikom stožera Nacionalne armije, nakon čega od ožujka od srpnja 1920. kratko obnaša dužnost ministra obrane u Vladi Simonyi-Semadama. Godine 1921. imenovan je zapovjednikom vojnog okruga u Pečuhu koju dužnost obnaša do 1922. kada je premješten na službu u Glavni stožer. Godine 1927. postaje zastupnikom u Gornjem domu mađarskog parlamenta.
Preminuo je 22. lipnja 1953. u 85. godini života u Steinfortu.

## Vanjske poveznice
(češ.) Karl Soos von Badok na stranici Valka.cz

(mađ.) Karl Soos von Badok na stranici Vitezirend.co.hu